# Richard Schulz (Esperantist)
Richard Schulz (* 12. Juli 1906 in Hamburg; † 26. Oktober 1997 in Minden) war ein deutscher Romanist, Schriftsteller, Übersetzer und Esperantologe. Er publizierte auch unter dem Pseudonym Franziskus im Schnoor und der Esperanto-Version seines Namens Rikardo Ŝulco. Seine originalen Esperanto-Werke, literarischen Übersetzungen aus dem Deutschen ins Esperanto und esperantologischen Schriften folgten der Analytischen Schule (Analiza Skolo).Bekannt wurde er vor allem durch sein Buch Mein geliebtes Esperanto, das von 1976 bis 1989 in vier Auflagen erschien. Ziel des Buches war die Popularisierung der Sprache in einem gefälligen Sachbuchstil mit Einschüben aus seinem eigenen Leben.

## Leben
Der Sohn eines Vermessungsingenieurs und einer Hamburger Kaufmannstochter wuchs nach der Scheidung seiner Eltern zeitweise bei den Großeltern auf.
Schulz besuchte anfangs die Albrecht-Thaer-Oberschule vor dem Holstentor, zuletzt die Unter- und Oberprima an der einzigen Hamburger höheren Reformschule, der Lichtwarkschule in Hamburg-Winterhude.
Der Kunsthistoriker und Germanist Jörg Deuter hielt fest: „Schulz hat der Lichtwarkschule ‚lebenslang tiefe Dankbarkeit für die geistige Prägung bewahrt‘.“ Er betont: „Die Konstruktion eines Faches „Kulturkunde“ (bestehend aus Englisch, Deutsch, Geschichte, Religion und Geographie) blieben für das spätere Leben von Franziskus prägend, …“

Schulz hatte zunächst große Schwierigkeiten mit dem Sprachenlernen, sowohl was das Französische als auch was das Englische betraf. Erst als es auf das Abitur zuging und er 16 wurde, platzte der Knoten. In Französisch glänzte er beim Abitur, so dass er sich entschied, Sprachen zu studieren.
Seinen weiteren Werdegang schilderte er so: „In der Universität lernte ich Latein, las nicht nur französische Texte, sondern auch italienische und spanische, befasste mich mit provenzalischen Dialekten, sowohl den antiken als auch den modernen, kurz gesagt, ich wurde Philologe, das heißt ein Freund des Wortes. Sprachenlernen wurde für mich ganz selbstverständlich, sozusagen eine natürliche Beschäftigung, wie für andere Sterbliche beispielsweise das Essen und das Schlafen.“
Schulz stuidierte an den Universitäten Hamburg, Grenoble und Dorpat (heute Tartu). In Hamburg besuchte er unter anderem Lehrveranstaltungen des Kunsthistorikers und Kulturwissenschaftlers Aby Warburg und des Romanisten Karl Vossler. Als Student nutzte er die Gelegenheit, den Schriftsteller Henry Bordeaux in seinem Haus in Cognin, Savoyen aufzusuchen.
Schulz wurde nach dem Studium der Romanistik für ein Jahr Referendar am Lycée de Garçons in Valence (Drŏme, Frankreich) und dann als Studienrat Gymnasiallehrer für Französisch, Spanisch, Latein und Deutsch an der Walddörferschule in Hamburg-Volksdorf. Er unterrichtete bis zu seiner Pensionierung als Oberstudienrat 1968.
Zur Nazi-Zeit und zum Krieg bemerkte er „Im ‚Dritten Reich‘ schwer dagegen und dicht am KZ vorbei, als Soldat kreuzunglücklich und mit einer Knieverletzung davongekommen.“ In einem Brief ergänzte er: „Ich hatte mich auch seit 1936, als die Widerstandsgruppe, mit der ich Kontakt hatte, aufgeflogen war, jeder Aktivität enthalten. Einem Freund von mir, hat es 4 Jahre Zuchthaus eingebracht. Immerhin noch geregelter Strafvolzug, keine KZ-Willkür.“
Eine Lesung, die der Dichter, Maler und Graphiker Hans Leip 1939 an der Walddörferschule hielt, begründete erst die Bekanntschaft und dann eine Freundschaft mit dem kunstinteressierten Schulz, die bis zum Lebensende Leips halten sollte. Schulz hatte von 1924 bis 1933 die Hamburger Künstlerfeste erlebt und war auch bei der Einweihung der Bibliothek Warburg in der Heilwigstraße 1932.mit dabei.
Zur Bedeutung Leips schrieb er später „Nach meiner Erinnerung war er überhaupt der Einzige in Hamburg weit und breit, der sich unerschrocken äußerte, und ich begreife heute noch nicht, wie das solange gut gehen konnte. Für mein eigenes Durchstehvermögen in der furchtbaren Zeit waren mir Hans Leips Schriften und Gedichte immer wieder Trost und Stärkung.“
Schulz begleitete das Wirken Leips als Leser, Rezensent und Organisator von Hans-Leip-Ausstellungen, z. B. 1974 in Bremen. Von besonderer Bedeutung für die Hans-Leip-Forschung ist der Briefwechsel zwischen den beiden Freunden, den er als Vermächtnis von Hans Leip durch dessen Witwe Kathrin Leip an Jörg Deuter mit der Hoffnung auf Veröffentlichung übergab. Deuter bewertete ihn so: „Richard Schulz war Intellektueller, Sprachwissenschaftler zumal, Pädagoge und zudem hamburgisch-polyglott sozialisiert. […] Deshalb vermochte er in seinem Briefwechsel Hans Leip Seiten abzugewinnen, sie ihm gewissermaßen zu entlocken, die zum tradierten und viel zu engen Bild des Dichters nicht passen.“
Seit der Pensionierung lebte Schulz mit seiner Frau in der Mindener Fischerstadt in einem ererbten Fachwerkhäuschen (Oberstraße 20). Im Bremer Schnoor besaß er bis 1974 als Zweitsitz eine Atielierwohnung, später zeitweise eine Eigentumswohnung in Auggen.
Schulz betätigte sich als Karikaturist und als Textdichter. 1970 schrieb er zu einem Konzert für Drehorgel und Orchester von Felicitas Kuckuck die Texte. Deuter meinte zu seiner Vielseitigkeit: „Allerdings hatte Richard Schulz nichts von einem deutschen Stubengelehrten oder gar Schulmeister an sich. […] Richard Schulz hat sich selbst in verschiedenen Sparten versucht, ohne in seinem Tun als Karikaturist, Zeichner, Maler und Textdichter dauerhaft Erfüllung zu finden.“
In den letzten Monaten seines Lebens lebte Schulz in einem Seniorenwohnheim in Porta Westfalica.

## Familie
Schulz war in erster Ehe mit der Lehrerin Marga Reckeweg (1900–1960) verheiratet, in zweiter Ehe mit der Wirtschaftswissenschaftlerin Ilse Teurig (1913–2001).

## Deutschsprachige Schriften zu Esperanto und Europa
Esperanto hatte Schulz bereits als 26-jähriger Student gelernt, wurde aber erst nach seiner Pensionierung in der Esperanto-Bewegung aktiv. Nun setzte seine unermüdliche Übersetzungs-, Vortrags-, schriftstellerische und linguistische Arbeit für und mit Esperanto ein.
Er stellte dazu verwundert fest: „Es ist schon etwas Merkwürdiges. Da habe ich die meiste Zeit meines Berufslebens wie ein stiller Anachoret verbracht, nur der Berufsarbeit hingegeben, fast ohne jeden gesellschaftlichen Verkehr, einzig beschäftigt in der Freizeit mit Garten und Büchern. Und nun stehe ich mit einemmal sehr weit vorn im Bereiche geistiger Auseinandersetzungen zur Gestaltung der Zukunft. Die meisten anderen pflegen es andersherum zu machen.“
Neben vier deutschsprachigen Büchern veröffentlichte Schulz unter dem Namen Rikardo Ŝulco etwa 10 Bücher und Broschüren original in Esperanto und übersetzte einige Werke u. a. von Heinrich Böll und Christian Morgenstern in diese Sprache.

Schulz war dem Bleicher Verlag und seinem Leiter Heinz M. Bleicher sowie dem Esperanto-Centro in Paderborn und seinem Leiter Hermann Behrmann besonders.verbunden.
Sein konsequentes Esperanto-Engagement begründet Schulz in einem Vortrag: „Nun ich tue es einmal, weil ich, der ich von Berufs wegen Philologe bin, von der Effizienz des Esperanto überzeugt bin, zum anderen, weil ich aus genauer Kenntnis der Bewegung weiß, welche beharrlichen und zielstrebigen Kräfte überall in der Welt für Esperanto am Werke sind.“
In seinem Buch Mein geliebtes Esperanto führt er in die Sprache Esperanto, ihre Kultur und Geschichte ein, erläutert, warum sie gebraucht wird und wie die Esperanto-Bewegung die Sprache verbreitet.
Der Verleger Heinz M. Bleicher, dem Schulz durch das gemeinsame Wirken in der Gesellschaft für christlich-jüdische Zusammenarbeit Minden  verbunden war, äußerte zu dem Buch anerkennend: „Wir, Richard Schulz und ich kannten uns schon einige Jahre als er mich bat, sein ‚Mia amata Esperanto‘ zu begutachten. Es war eine jener ganz seltenen Lesefreuden des Verlegers, genussvolle Stunden beim Kennenlernen einer geglückten Konzeption, beim liebevollen Eingeführtwerden in eine neue Welt. […] Aber dieses erste Buch von Richard Schulz entwickelte sich zu einem sogenannten „longseller“, wie man in der Fachsprache sagt, zu einem Dauerbrenner…“
Schulz regte Bleicher nicht nur dazu an, dieses und weitere seiner Bücher zu veröffentlichen. Er veranlasste ihn, Esperanto zu lernen und bedeutende Bücher wie Die gefährliche Sprache über die Verfolgung der Esperantisten von dem Historiker Ulrich Lins und die Germana Antologio, eine Sammlung von ins Esperanto übertragenen Werken der deutschen Literatur von den frühesten Zeiten bis 1700, redigiert von dem Philologen Ortwin Brodt, in das Verlagsprogramm aufzunehmen.
Der Mathematiker und Präsident des Deutschen Esperanto-Bundes (DEB) von 1983 bis 1989 Helmut Klünder, meinte zu dem Buch: „Eines der besten Beispiele seines Könnens liefert sein Buch Mein geliebtes Esperanto, das ich mehrmals las und von dem ich gestehen muss, das ich dies mit wachsender Faszination und zunehmendem Spaß genoss. Selten wurde über eine Sprache ein Buch geschrieben, das in so schlauer, unmerklicher Weise die Sprache lehrt, Informationen vermittelt, Weltprobleme mit einem Augenzwinkern streift und dabei den Leser bestens unterhält.“
Sogar der Physiker und Friedensforscher Carl Friedrich von Weizsäcker reagierte: „Ich muss gestehen, dass ich noch nie eine so eloquente und verführerische Empfehlung des Esperanto zu Gesicht bekommen habe. […] Man muss schon so attraktiv schreiben wie Sie um mich gleichwohl neben den vielen anderen Geschäften […] zu einer gewissen Beschäftigung mit dem Thema zu verführen.“
.Von Linguisten wie Detlev Blanke wurde es allerdings als unwissenschaftlich eingeordnet.
In seinem Buch Europäische Hochsprache oder Sprachimperialismus? (1979) beschreibt Schulz die Sprachensituation in der EG, stellt die Esperantobewegung in den einzelnen Ländern der EG vor, führt aus seiner Sicht in die Sprache Esperanto ein und plädiert für eine Lösung des Sprachenproblems in Europa durch die Verbreitung des Esperanto.

In dem Vortrag Europa, Esperanto und Kultur, den er auf einer Soiree des Bleicher Verlags 1976 hielt, führte Schulz aus:
„Unser Denken, unsere Vorstellungen, unser Wollen, unsere Wünsche manifestieren sich in Sprache. Und solange es keine europäische Sprache gibt, gibt es kein europäisches Bewusstsein. Ich meine nicht ein blasses, theoretisches, auf verstandesmäßige Einsichten gegründetes, sondern ein echtes, tief im Seelenbereich des Gefühls verankertes Bewusstsein. Ein solches Bewusstsein ist aber ohne die internationale Sprache nicht möglich.“
Der Kybernetiker Helmar Frank, der mit Schulz im Europaklub und in der Internationalen Akademie der Wissenschaften San Marino zusammenarbeitete, schrieb zu dem Buch: „Durch ihr Taschenbuch Europäische Hochsprache oder Sprachimperialismus? haben Sie unseren gemeinsamen Standpunkt literarisch prägnant dargestellt und das beste mir bekannte Werk zur europäischen Sprachpolitik verfasst.“
Frank Stocker, Journalist und DEB-Präsident von 1995 bis 1999, schilderte in einem Interview, wie stark das Buch auf ihn wirkte: „Mit 17 fiel mir zufällig in der Stadtbücherei das Buch von Richard Schulz Sprachimperialismus oder Hochsprache in die Hände. Ich habe es noch in der gleichen Nacht verschlungen und ging am folgenden Morgen völlig verschlafen in die Schule. Es sprach so viele Seiten meiner Persönlichkeit gleichzeitig an: mein Interesse für Sprachen, meinen Hang zur analytischen Betrachtung, meinen jugendlichen und vielleicht noch etwas unausgegorenen Idealismus und die politische Seite der Sprache.“ Gelernt hat er die Sprache dann nach dem Abitur in seiner Zivildienstzeit und engagierte sich prominent in der Esperanto-Bewegung.
1980 versandte der DEB dieses Buch an alle deutschen Europa-Abgeordneten.

## Repräsentant der Analytischen Schule (Analiza Skolo)
Kritik erhielt Schulz auch für seinen Versuch, die Grammatik des Esperanto auf rein „rationaler“ oder „logischer“ Grundlage zu beschreiben („Analiza Skolo“).
Er knüpfte an das Werk des katalanischen Esperantologen Lluís Mimó i Espinalt an, der die Analytische Schule begründete.
Schulz charakterisierte die Auffassung des Esperanto-Weltbundes und die der wichtigsten Esperanto-Organisationen der internationalen Esperanto-Bewegung, besonders der Esperanto-Akademie, als „traditionsverhaftet-dogmatisch“. Er sah durch die weithin anerkannte Grammatik von Gaston Waringhien und Kálmán Kalocsay, die dem Sprachgebrauch Rechnung trug, die Einheit der Sprache gefährdet.
Seine eigene Auffassung bezeichnete Schulz als „analytisch-wissenschaftlich“. Danach „beruht die Internationale Sprache hauptsächlich auf der Grammatik der sechzehn Regeln als dem Kern des Fundaments, die, obgleich nicht vollständig, es dennoch ermöglicht, sie mit Hilfe der Logik aus ihren eigenen Voraussetzungen zu vervollständigen.“ In seinen esperantologischen Schriften beschrieb und entwickelte er seine Auffassung und wandte sie an.
Er forderte beispielsweise die konsequente Esperantisierung aller Eigennamen in Esperanto-Texten. So nannte er sich Rikardo Ŝulco. Den Gebrauch des Suffixes -i- für Ländernamen (Germanio – Deutschland), lehnte er ab. Es sollte bei -uj- (Germanujo) bleiben. Diese Form wirkt heute antiquiert.
Wenn sich Schulz auch mit seiner Betrachtungsweise nicht durchsetzen konnte, initiierte er doch esperantologische Diskussionen.
In Bezug auf seine literarischen Werke und Übersetzungen erklärten Carlo Minnaja und Giorgio Silfer in ihrer Geschichte der Esperanto-Literatur: „Paradoxerweise leiden die Verse von Schulz [...] beispielsweise in den Bänden Abismoj (1988) und La muzino (1992) gar nicht unter diesen Prinzipien, die Verbformen sind einfach und die Reime beinahe immer rein, es handelt sich mehr um einen theoretischen Auftritt, als um einen tatsächlichen Vorschlag für den Gebrauch einer Sprachstruktur anderenTyps.“
Ein weiterer Anhänger der Analytischen Schule war Hermann Behrmann, der in seinem Verlag Esperanto-Centro Paderborn Bücher von Schulz herausgab. Er vertrieb auch die von 1979 bis 1989 erschienenen Vestfaliaj Folioj (Westfälische Blätter), die originale und übersetzte Belletristik, esperantologische Artikel, sachliche Polemiken, Rezensionen und anderes von Schulz enthielten.

## Ehrungen
- Ehrenmitglied des Deutschen Esperanto-Bundes (1986)

- Herausgabe einer Sammlung seiner Aufsätze und Vorträge zu seinem 80. Geburtstag durch den Bleicher-Verlag. (Im Vorwort schreibt der Verleger Heinz M. Bleicher: „Für Richard Schulz ist dieses Buch als Dank und Anerkennung und als Gruß zu seinem Ehrentag gedacht.“)

## Werke

### Literarisches in Deutsch
- 'ne ältere Dame aus Preez. 333 Limericks und eine Anleitung "Wie macht man Limericks?". Bleicher, Gerlingen 1977

### Karikaturen
- kOSMOGENETISCHE AGGREGATE von Franziskus im Schnoor (Pseudonym). Zwölf Tuschezeichnungen. Bleicher, Gerlingen 1972.
- AUS DES KOPFFÜSSLERS REICH. 15 Antes-Karikaturen von Franziskus im Schnoor. H.M. Hauschild, Bremen 1972.

### Deutschsprachiges zu Esperanto und Europa
- Mein geliebtes Esperanto. Wege zum Verständnis und zur Praxis der Internationalen Sprache. Bleicher, Gerlingen 1976.
- Europäische Hochsprache oder Sprachimperialismus? Die Lösung des Sprachenproblems in den Ländern der Europäischen Gemeinschaften. Bleicher, Gerlingen 1979
- Was nun Esperanto betrifft... Aufsätze und Vorträge. Bleicher, Gerlingen 1986

### Literarisches original in Esperanto
- Die Posaunen von Jericho / La trombonoj de Jeriko. Die ersten sechs Kapitel aus dem Buch Josua in spanischen Trochäen auf Deutsch und Esperanto mit Zeichnungen von Ernst Schomer und einer Polonaise von Felicitas Kuckuck. Esperanto-Centro Paderborn 1984.
- VESPERO JAM FARIĜIS. AGREGAĴOJ KAJ ROBAĴOJ DE RIKARDO ŜULCO. Esperanto-Centro Paderborn 1985.

### Literarische Übersetzungen ins Esperanto
- Heinrich Böll: La perdita honoro de iu Katarino Blum'. Bleicher, Gerlingen 1980.
- Christian Morgenstern: Pendumilaj Lidoj, Bleicher, Gerlingen 1980.
- Christian Morgenstern: Palmŝtrojmo poeziaĵa protagonisto. Esperanto-Centro, Parderborn 1983.
- Amuza legado pri Til' Strigospegul'. Esperanto-Centro, Paderborn 1987.
- La Muzino (kolektaĵo de poemoj) Esperanto Centro, Paderborn 1992.

### Esperantologische Schriften in Esperanto
- Pledo por unueca lingvo. Esperantologiaj artikoloj kaj eseetoj. Esperanto-Centro Parderborn 1985.